# Models
Models (иногда — The Models) — австралийская рок-группа, образовавшаяся в 1978 году в Мельбурне и исполнявшая скоростной нововолновый поп-рок с элементами панка, глэма и даба. The Models не достигли уровня популярности своих основных конкурентов, INXS, но имели стабильную репутацию участников «первой тройки» (наряду с Midnight Oil) австралийской «новой волны». В 1988 году группа распалась, а в 2008 году реформировалась и дала несколько концертов.

## История группы
В первый состав Models вошли участники двух мельбурнских панк-групп: Teenage Radio Stars и JAB.Первую представлял фронтмен, поющий гитарист Шон Келли (англ. Sean Kelly). Вторую — Эш Вэнсдей (англ. Ash Wednesday, клавишные), Питер Сатклифф, он же Пьер Вольтер (англ. Pierre Voltaire, бас), и Джонни Крэш (англ. Johnny Crash, настоящее имя — Дженис Фриденфельдс — англ. Janis Friedenfelds, — ударные).
После того, как Пьер был заменен Марком Ферри, а Эш — Эндрю Даффилдом, группа в 1980 году подписала контракт с Mushroom Records и выпустила дебютный альбом Alphabravocharliedeltaechofoxtrotgolf. Он не имел коммерческого успеха, но обеспечил группу репертуаром, прекрасно принимавшимся аудиторией мельбурнских пабов. Models концертировали непрерывно, новый материал создавали в ходе гастролей, но в каждый новый альбом включали только свои самые последние композиции. Из-за этого многие ранние песни, популярные на концертах, оставались незаписанными — вплоть до 2002 года, когда вышел сборник Melbourne. Основными характеристиками раннего стиля группы были сдавленный вокал Келли, звучание синтезатора EMS Synthi AKS Даффилда (который владел своим инструментом виртуозно) и загадочные, мрачные тексты, авторами которых были Келли и Даффилд.
В начале 1981 года Models провели турне в первом отделении The Police, после чего ими заинтересовалась компания A&M Records, подписавшая с группой дистрибутив-контракт. К июню 1981 года Джонни Крэш уступил место Бастеру Стиггсу (из новозеландской группы The Swingers), и Models выпустили ЕР Cut Lunch, материал которого составили демозаписи, созданные при участии клавишника Split Enz Эдди Рэйнера, выступившего в качестве продюсера. Позже в том же году вышел второй полноформатный альбом группы Local And/Or General, записанный уже в Великобритании. К этому времени Models были широко известны у себя в Австралии, регулярно звучали на радиостанции Triple J, вещавшей из Сиднея, появлялись на национальном телевидении (в частности, в программе Countdown канала ABC).
Подписав контракт с менеджмент-компанией MMA (которая также вела дела INXS), Models упростили звучание, сделав его более коммерческим. Ферри и Стиггс уступили в составе место Джеймсу Фройду (настоящее имя — Colin McGlinchey), Бартону Прайсу (англ. Graham Scott, ударные) и Джону Пауэллу (гитара). Фройд и Келли учились в одной школе и вместе играли в Teenage Radio Stars. Этот состав выпустил альбом The Pleasure of Your Company (1983), альбом, хорошо встреченный критикой, но в чарты вновь не вошедший. Продюсер Ник Лоней (англ. Nick Launay) акцентировал здесь звучание ударных и сделал музыку группы более танцевальной. Сингл «I Hear Motion» стал хитом в Австралии; два других, «God Bless America» и «No Shoulders, No Head» имели более скромный успех.
Поддавшись давлению менеджмента, группа ещё более смягчила стиль, а Даффилда, воспротивившегося коммерциализации, из состава выдавила. На его место пришлои Роджер Мэйсон (клавишные) и Джейсон Вэлентайн (саксофон). Теперь в турне Models сопровождал и вокальный ансамбль, в составе которого часто появлялись Кейт Себерано (англ. Kate Ceberano) и Зан Абейратне (англ. Zan Abeyratne), участницы популярной в начале 80-х годов австралийской поп-группы I’m Talking, а также канадская певица Уэнди Мэтьюз. Вскоре она стала близкой подругой Келли; вдвоем они образовали собственную группу Absent Friends.
А 1985 Models оказались в центре внимания всемирной аудитории, исполнив четыре песни — «Big on Love», «I Hear Motion», «Stormy Tonight», «Out of Mind, Out of Sight» — на концерте Oz for Africa (который являлся частью Live Aid). Выступление Models транслировалось в Австралии на Seven Network и Nine Network, в США — на MTV. Выпущенный по горячим следам этого выступления альбом Out of Mind, Out of Sight ознаменовал первый и последний коммерческий успех The Models (# 84, Billboard 200). Синглами из него вышли «Out of Mind, Out of Sight» (#1 Австралия, # 36 Billboard Hot 100)
Следующий альбом, Media, успеха предшественника не повторил. Models провели успешный тур под названием Australian Made (1986—1987) в связке с INXS и Джимми Барнсом, но в 1988 году распались. Сказались — как стрессы, связанные с непрерывными гастролями, так и обострившиеся финансовые проблемы.

### 2000 —
После распада о Models в Австралии не забыли: напротив, группа стала обретать здесь статус культовой статус. В 2000 году Models реформировались и дали несколько успешных концертов. В 2001 году вышел «Melbourne», сборник раннего раритета. В 2002 году издательство Harper Collins Australia опубликовало мемуары Фройда «I Am The Voice Left From Drinking»; заголовок книги, взятый из песни «Barbados», намекал на его проблемы с алкоголем и другими наркотиками.
В последние годы Мэйсон стал известен как автор музыки к фильмам и телепрограммам (в частности, австралийскому сериалу «MDA»). Вэлентайн приобрел известность как ведущий детской телепрограммы и радио-диджей на сиднейской станции 702 ABC. Он, кроме того, опубликовал несколько популярных детских книг. Мэтьюз — известная в Австралии поп-дива, хотя сольный альбом Emigre (1990) остается в её карьере единственным большим успехом.
Эндрю Даффилд выпустил сольный альбом Ten Happy Fingers (1986) на собственном лейбле Retrograde Records. В последние годы он занимается сочинением музыки для рекламных роликов. Бартон Прайс поиграл в нескольких австралийских группах, выпустил CD с барабанными семплами после чего вернулся в Новую Зеландию. Эш Уэнсдей образовал Crashland, а позже вошёл в состав Einsturzende Neubauten.
В 2008 году Models собрались вновь в составе: Шон Келли, Джеймс Фройд, Джексон Фройд (гитара), Тим Розуорн (Big Pig, Chocolate Starfish), клавишные; Камерон Гулд (Propaganda Klann, Christine Anu), ударные.

## Состав

### 1978—1980
- Sean Kelly — гитара, вокал
- Ash Wednesday — клавишные
- Peter Sutcliffe aka Pierre Voltaire — бас-гитара
- Janis Friedenfelds aka Johnny Crash — ударные

### 2008 —
- Sean Kelly — гитара, вокал
- James Freud — бас-гитара, вокал
- Jackson Freud — гитара
- Tim Rosewarne — клавишные
- Cameron Goold — ударные

### Другие участники
- Andrew Duffield, клавишные
- Mark Ferrie, бас
- Buster Stiggs, ударные
- Graham Scott, ударные
- John Rowell, гитара
- Roger Mason, клавишные
- Barton Price, ударные
- James Valentine, саксофон[5]

## Дискография
- Alphabravocharliedeltaechofoxtrotgolf (1980)
- Cut Lunch (1981)
- Local And/Or General (1981)
- The Pleasure of Your Company (1983)
- Out of Mind, Out of Sight (1985)
- Models' Media (1986)
- Models' Collection (1993)
- Melbourne (live, 2001)